# Борис Йосип Іванович
Йо́сип Іва́нович Борис (псевдо: «Осип», «Ігор») (нар. 20 серпня 1921, Лисовичі Стрийського району — пом. листопад 1948, Лисовичі) — український військовик, районовий провідник ОУН Стрийщини.

## Життєпис
Навчався у Стрийській гімназії, член Пласту, згодом навчався в Болехівській лісовій школі.
З 1938 року — член ОУН, в 1944—1945 — вояк сотні «Хмари» куреня «Скажених» В. Андрусяка-«Різуна» у Чорному лісі.
У 1947—1948 — районовий провідник ОУН Стрийщини.
Навесні 1948 року важко поранений в бою з енкаведистами, помер через ускладнення внаслідок неможливості надання належної медичної допомоги. Похований на цвинтарі Лисовичів.